# Dietikon
Dietikon est une commune suisse du canton de Zurich.
Avec le fort développement économique de la vallée de la Limmat depuis la fin de la Seconde Guerre mondiale, la ville a intégré l'aire urbaine de Zurich.

## Géographie

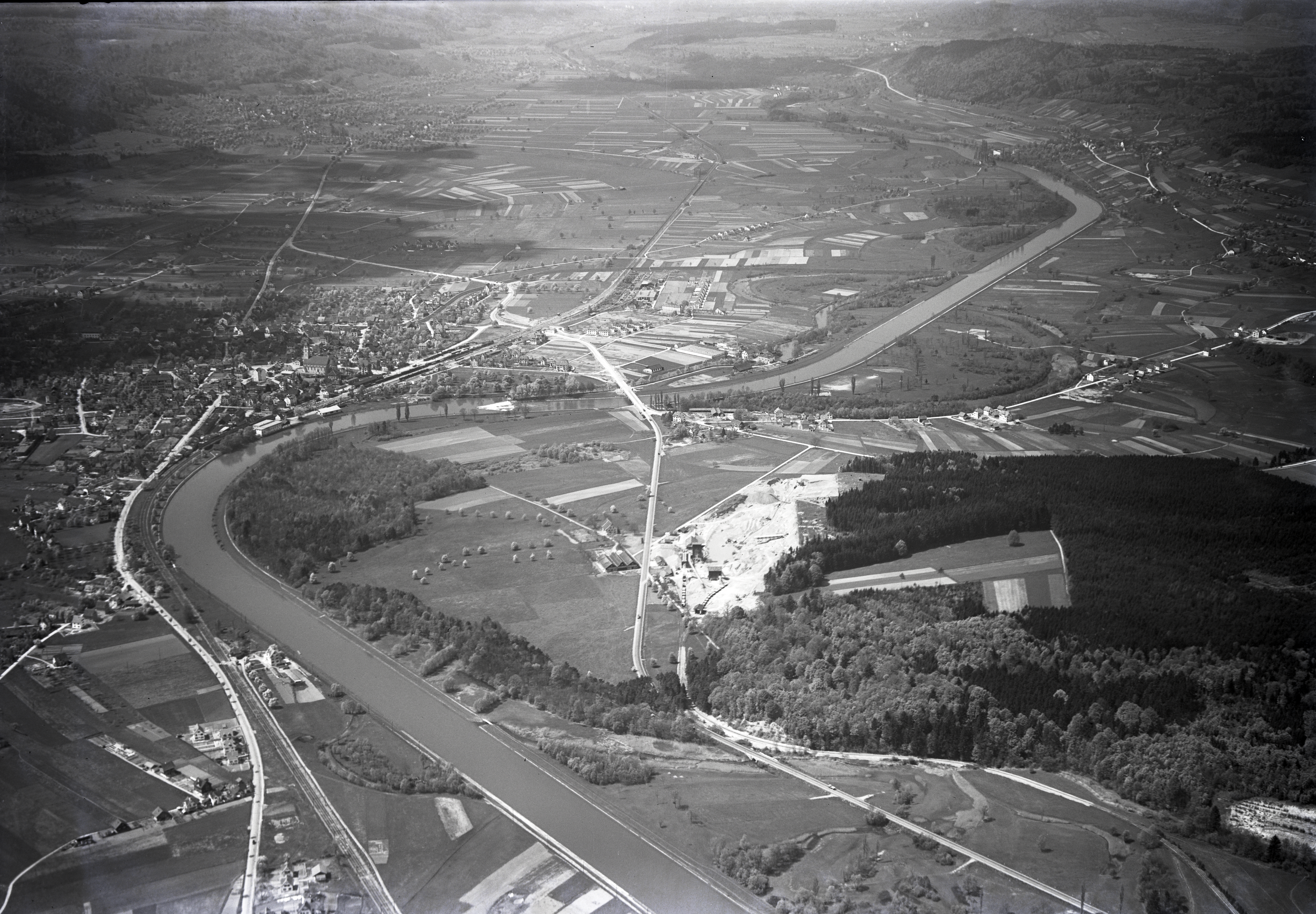
Photo aérienne prise par Walter Mittelholzer (1930).

Selon l'Office fédéral de la statistique, Dietikon mesure 9,33 km2. L'île Grien sur la Limmat est rattachée au territoire de la commune.

## Démographie
Selon l'Office fédéral de la statistique, Dietikon compte 28 162 habitants fin 2022. Sa densité de population atteint 3018 hab./km2.

## Économie
Dietikon abrite le siège de l'entreprise Rapid.

## Culture et patrimoine

### Héraldique
| Blason | Blasonnement : D'azur au bâton en pal d'argent alésé et fleurdelisé en chef et en pointe. |